# Số điện thoại ở Vương quốc Anh

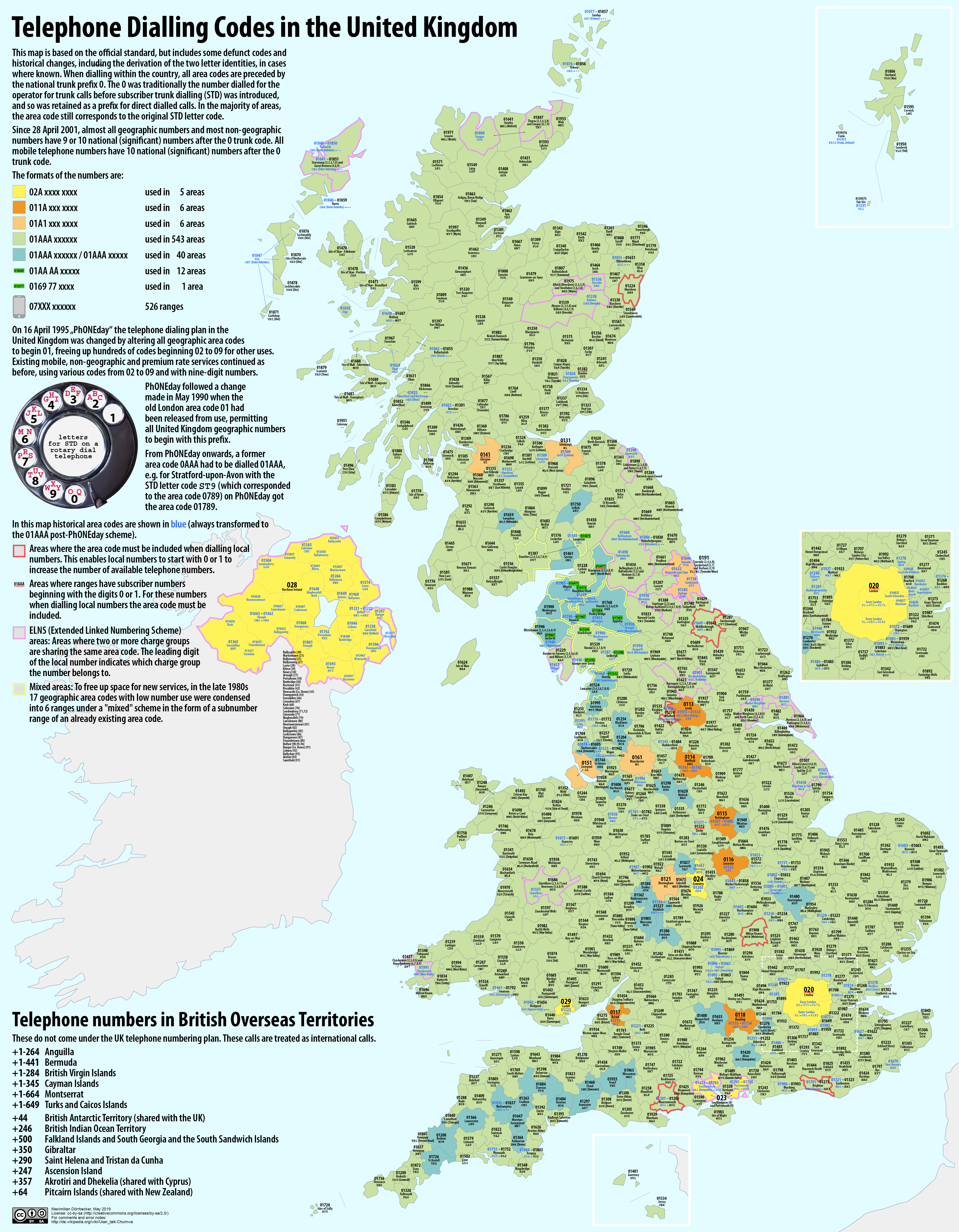

Số điện thoại ở Vương quốc Anh được quản lý bởi Văn phòng Truyền thông (Ofcom) của chính phủ Vương quốc Anh. Với mục đích này, Ofcom đã thiết lập một kế hoạch đánh số điện thoại, được gọi là Kế hoạch đánh số điện thoại quốc gia, là hệ thống để gán số điện thoại cho các trạm thuê bao.
Các số có độ dài thay đổi. Các số địa phương được hỗ trợ từ các đường dây đất hoặc các số có thể được quay số với tiền tố '0' dẫn biểu thị một khu vực địa lý hoặc dịch vụ khác. Số điện thoại di động có tiền tố riêng không phải là địa lý và hoàn toàn di động giữa các nhà cung cấp.

## Tiền tố

### 01 và 02 - Số địa lý
Số bắt đầu 01 hoặc 02 là số điện thoại bình thường cho đường dây điện thoại nhà và doanh nghiệp. Những con số này luôn được chia thành hai phần:
- Mã vùng xuất hiện đầu tiên và được liên kết với một phần cụ thể của quốc gia. Ví dụ: mã vùng 020 dành cho Luân Đôn và mã 0121 dành cho Birmingham. Khi gọi giữa hai điện thoại có cùng mã vùng, phần này là tùy chọn. Nó đôi khi được hiển thị bên trong ngoặc để làm rõ điều này. Mã vùng có thể dài từ hai đến năm chữ số.
- Phần thứ hai, thường được phân tách khỏi mã bởi một khoảng trắng, được gọi là number số địa phương 'hoặc number số thuê bao'. Nó thường dài 6, 7 hoặc 8 chữ số nhưng đôi khi có thể chỉ dài 4 hoặc 5 chữ số. Điều này luôn là duy nhất trong một mã vùng. Ví dụ, chỉ một người ở Manchester có thể có số 9460018.

Ví dụ: (020) 7946 0018, (0117) 504 1102, (01632) 402881, (01647) 61321, (015394) 52749, (016977) 3789.

### 03 - Số toàn Vương quốc Anh
- Các số bắt đầu bằng 03 dành cho các doanh nghiệp, chính phủ và các tổ chức khác cần một số không liên kết với bất kỳ phần nào của đất nước. Luật nói rằng họ phải luôn luôn có giá như nhau để gọi như số điện thoại 01 và 02 bình thường từ điện thoại cố định và từ điện thoại di động và được bao gồm trong tất cả các gói gói cuộc gọi.

### 05 - Doanh nghiệp và điện thoại Internet
- Các số 055 được sử dụng bởi các doanh nghiệp lớn cần rất nhiều số cho các mạng điện thoại riêng của họ
- 056 số được sử dụng cho các dịch vụ điện thoại internet và cho phép mọi người gọi điện thoại internet từ điện thoại bình thường. Điện thoại Internet cũng có thể sử dụng các loại số khác
- 0500 số miễn phí để gọi từ điện thoại cố định.

### 07 - Số điện thoại di động và cá nhân
Những con số này dành cho điện thoại di động và các dịch vụ di động tương tự:
- Số 070 là 'số cá nhân' mà mọi người và doanh nghiệp sử dụng để chuyển tiếp các cuộc gọi khi họ di chuyển giữa các điện thoại khác nhau và có thể rất tốn kém để gọi
- 076 số dành cho máy nhắn tin (trừ 07624 là điện thoại di động)

Tất cả các số khác bắt đầu 07 là cho điện thoại di động.

### 08 - Giá đặc biệt
Đây là những số được tính ở một mức giá khác với các cuộc gọi điện thoại thông thường.
- Các số 0800 và 0808 được gọi miễn phí từ các điện thoại cố định. Ngoại trừ một số số từ thiện và số đường dây trợ giúp cụ thể, các cuộc gọi từ điện thoại di động không miễn phí.
- Các số bắt đầu bằng 084 là các số chia sẻ doanh thu và áp dụng Phí dịch vụ từ 1 đến 5 pence mỗi phút cho người gọi
- Các số bắt đầu bằng 087 (ngoại trừ 0870) là các số chia sẻ doanh thu và áp dụng Phí dịch vụ từ 5 đến 10 pence mỗi phút cho người gọi
- Phí dịch vụ có liên quan đến sáu chữ số đầu tiên của số điện thoại được gọi
- Các nhà cung cấp điện thoại cố định thêm Phí truy cập từ 0 đến 10 pence mỗi phút khi gọi các số 084 và 087
- Các nhà cung cấp dịch vụ di động thêm Phí truy cập từ 20 đến 40 pence mỗi phút khi gọi 08 số. Tổng giá thanh toán có thể lên tới 45 pence mỗi phút và 08 số không bao giờ được bao gồm trong các gói cuộc gọi.

### 09 - Tỷ lệ phí bảo hiểm
Đây là những con số chia sẻ doanh thu đắt hơn với Phí dịch vụ lên tới £ 1,50 mỗi phút. Những con số này được sử dụng để thanh toán cho các dịch vụ, cho thông tin được ghi lại, để hẹn hò và bỏ phiếu trong các cuộc thi. Người gọi cũng trả một khoản phí truy cập cho mạng điện thoại của họ và điều này thay đổi tùy theo mạng.

## Số cụ thể
- Tổng đài: 100
- Cảnh sát (không khẩn cấp): 101
- Dịch vụ y tế quốc gia (không khẩn cấp): 111
- Thời gian hiện tại: 123 (không có sẵn từ một số điện thoại di động)
- Dịch vụ cấp cứu: 999 hoặc 112

## Số điện thoại trong lãnh thổ hải ngoại
Số điện thoại trong Lãnh thổ hải ngoại của Anh không thuộc kế hoạch đánh số điện thoại của Vương quốc Anh. Các cuộc gọi này được coi là cuộc gọi quốc tế. Dưới đây là mã truy cập cho các lãnh thổ ở nước ngoài:

### Bắc Mỹ
- Anguilla +1-264
- Bermuda +1-441
- Quần đảo Virgin thuộc Anh +1-284
- Quần đảo Cayman +1-345
- Montserrat +1-664
- Quần đảo Turks và Caicos +1-649

### Khác
- Lãnh thổ Ấn Độ Dương thuộc Anh +246
- Quần đảo Falkland +500'
- Gibraltar +350
- Saint Helena và Tristan da Cunha +290
- Đảo Ascension +247
- Akrotiri và Dhekelia +357 (Síp được sử dụng theo)
- Quần đảo Pitcairn +64 (New Zealand được sử dụng theo)